# Drunken Master
Drunken Master  (醉拳 Jui kuen o Zuì Quán, letteralmente Il pugno dell'ubriaco) è un film del 1978 diretto da Yuen Woo-ping.
È il film che ha definitivamente consacrato Jackie Chan come star, dopo essersi spianato la strada con Il serpente all'ombra dell'aquila, ed è una delle primissime pellicole in cui appaiono assieme commedia e arti marziali, con il caratteristico stile che lo renderà famoso.
Tra gli altri protagonisti figurano Yuen Siu-tien, e Hwang Jang-lee.
Ha avuto un sequel Drunken Master 2, girato nel 1994.

## Trama
Wong Fei-hung, figlio di un gran maestro di Kung Fu molto ammirato e rispettato in città, si caccia in mille guai dopo aver picchiato il figlio di un uomo importante, aver fatto delle avances a sua cugina (a sua insaputa) e altre bricconate, che porteranno suo padre a volerlo affidare al maestro Chi Su-hua, in modo che questi lo possa educare.
Wong Fei-hung fugge per non essere allenato dal maestro famoso per essere estremamente severo, ma durante la fuga, per puro caso, questo incontra un vecchio ubriaco che lo aiuta durante uno scontro senza sapere chi fosse. Ben presto lo scopre, lui è proprio Chi Su-hua, e con molta riluttanza è costretto a iniziare il durissimo allenamento a cui lo sottopone. Per la seconda volta il ragazzo scappa e si imbatte in Thunderleg, un assassino su commissione che lo umilia e lo picchia, così Fei-hung decide di tornare ad allenarsi.
L'allenamento continua e Fei Hung viene a conoscenza dello stile segreto del vecchio, chiamato "gli otto dei ubriachi". Fei-hung impara lo stile di sette degli otto dei, ma lascia da parte l'ottavo: "Miss Ho" - la "Dea signora" , che gli appare uno stile da donna, non adatto ad un uomo. Durante l'allenamento viene sfidato da altri avversari e, sotto la guida di Su-hua, li sconfigge tutti. Tornando un giorno a casa del maestro dopo un combattimento, scopre che questo ha lasciato una lettera di addio in cui gli dice di comportarsi da buon figlio e che l'allenamento è finito, dunque può tornare a casa.
Nel frattempo Thunderleg è stato commissionato da un rivale dei Wong di assassinare il padre di Fei-hung. Questo arriva a casa ma trova il padre ferito dopo un breve scontro con Thunderleg, così decide di sfidarlo a un duello all'ultimo sangue, in presenza anche del suo maestro che è appena arrivato. Dopo un efferato e lungo combattimento e dopo aver usato lo stile del vecchio, è costretto a improvvisare l'ultimo degli dei, "Miss Ho", e così riesce a sconfiggere l'imbattibile Thunderleg.

## Curiosità
- Drunken Master è una specie di semi-sequel de Il serpente all'ombra dell'aquila, film girato poco prima, e presenta lo stesso cast e regista.
- C'è stato un seguito del film chiamato Dance of the Drunk Mantis, sempre diretto da Yuen Woo-ping e Simon Yuen, che riprende le vicende del primo, ma non è Jackie Chan il protagonista.
- Drunken Master 2 (1994), conosciuto in occidente come The Legend of Drunken Master,  è il vero seguito del film in cui Jackie Chan, sedici anni dopo la prima interpretazione, torna a fare la parte di Wong Fei-hung.
- Sono presenti molti combattimenti nel film, quasi tutti con forti elementi di commedia, inoltre appaiono diversi stili imitativi di kung fu, come lo stile del serpente, della gru, della tigre, della scimmia e infine il più importante: lo stile dell'ubriaco.
- Il regista Yuen Woo-ping è il figlio della star Simon Yuen (Yuen Siu-tien), nel film il maestro Chi Su-hua.
- The Drunken Master è il titolo di un videogame uscito nel 1987.
- Il personaggio di Wong Fei-hung interpretato da Chan, appartiene alla tradizione popolare cinese e la sua leggenda è molto famosa in oriente.
- Il Wong Fei-hung di "Drunken Master" è stato di ispirazione per uno dei personaggi del videogame arcade "Double Dragon 2".
- La pellicola cinematografica è stata distribuita in Italia per il mercato home video solo nel 2003 in versione DVD e VHS, ben 25 anni dopo essere stato girato.[1]
- Lo stile del vecchio maestro: otto dei ubriachi è ispirato alle figure degli Otto Immortali.